# 珍重
《珍重》是葉蒨文第十二張個人專輯，第七張粵語專輯，於1990年4月20日由華納唱片發行。相比前張專輯《面對面》的淡靜，此專輯在港賣出了四白金（二十萬張）的優秀成績，使葉蒨文的人氣攀升不少。本專輯以五首上榜作品榮獲商業電台「叱咤樂壇大碟IFPI大獎」，當中三首主打歌曲《珍重》、《焚心以火》及《諾言》皆大受歡迎，街知巷聞，《焚心以火》一曲更成為城中話題，並拿下年底樂壇頒獎禮多個獎項，包括年度勁歌金曲「金曲金獎」，為葉蒨文自《祝福》後的另一次事業巔峰。葉蒨文是年更首次奪得香港「最受歡迎女歌星」獎項，直線躍升香港樂壇天后之位。

## 曲目
| 曲序     | 曲目         |          | 作曲                     | 编曲         | 备注                                                                                               |
| -------- | ------------ | -------- | ------------------------ | ------------ | -------------------------------------------------------------------------------------------------- |
| 1.       | 珍重         | 潘偉源   | 王文清                   | 蘇德華       | 第一主打 改編自王傑的《說聲珍重》 電影《山河故人》插曲                                             |
| 2.       | 他           | 林振強   | Juan Carlos Calderon     | Richard Yuen | 第四主打 改編自Luis Miguel的《La Incondicional》 國語版本為《他》                                  |
| 3.       | 諾言         | 潘偉源   | 童安格                   | 鮑比達       | 第三主打 電影《祝福》主題曲 改編自裘海正的歌曲 《其實你不懂我的心》 國語版本為《其實你不懂我的心》 |
| 4.       | 太早還是太遲 | 潘源良   | 錢幽蘭                   | Richard Yuen | |
| 5.       | 未了解       | 因葵     | Burt Bacharach Hal David | 鐘定一       | 第五主打 改編自Dionne Warwick的歌曲《Walk On By》                                                  |
| 6.       | 焚心以火     | 黃霑     | 顧嘉煇 黃霑              | 顧嘉煇       | 第二主打 電影《秦俑》主題曲 國語版收錄於1991年的《瀟灑走一回》                                     |
| 7.       | 回歸自然     | 盧永強   | 鮑比達                   | 鮑比達       | 無線電視劇《又是冤家又聚頭》片尾曲                                                                 |
| 8.       | 一雙一對     | 潘源良   | 盧冠廷                   | 鮑比達       | |
| 9.       | 我走我路     | 鄭國江   | 林敏怡                   | 林敏怡       | 無綫電視劇《又是冤家又聚頭》主題曲                                                                 |
| 10.      | 一觸即發     | 因葵     | 唐奕聰                   | 唐奕聰       | |
| 总时长： | 总时长：     | 总时长： | 总时长：                 | 总时长：     | 43:00                                                                                              |

## 音樂錄影帶
- 珍重
- 焚心以火
- 諾言

## 獎項
- 1990年度無綫電視十大勁歌金曲頒獎典禮－最受歡迎女歌星
- 1990年度無綫電視十大勁歌金曲頒獎典禮－金曲金獎《焚心以火》
- 1990年度無綫電視十大勁歌金曲頒獎典禮－十大金曲獎《焚心以火》
- 1990年度無綫電視十大勁歌金曲頒獎典禮－最佳作曲獎－《焚心以火》（顧嘉煇、黃霑）
- 1990年度無綫電視十大勁歌金曲頒獎典禮－最佳編曲獎－《焚心以火》（顧嘉煇）
- 1990年度無綫電視十大勁歌金曲頒獎典禮－最佳歌曲監製獎－《焚心以火》（黃霑）
- 1990年度無綫電視勁歌金曲第二季季選[[[Wikipedia:格式手册/链接#章節|錨點失效]]]－得獎歌曲《珍重》
- 1990年度無綫電視勁歌金曲第二季季選－得獎歌曲《焚心以火》
- 1990年度無綫電視勁歌金曲第三季季選－得獎歌曲《諾言》
- 1990年度叱咤樂壇流行榜頒獎典禮－叱咤樂壇女歌手銀獎
- 1990年度叱咤樂壇流行榜頒獎典禮－叱咤樂壇大碟IFPI大獎《珍重》（監製：鍾定一、葉蒨文、黃柏高、黃霑）
- 1990年度十大中文金曲頒獎音樂會－十大中文金曲獎《焚心以火》